# دتتا خیل

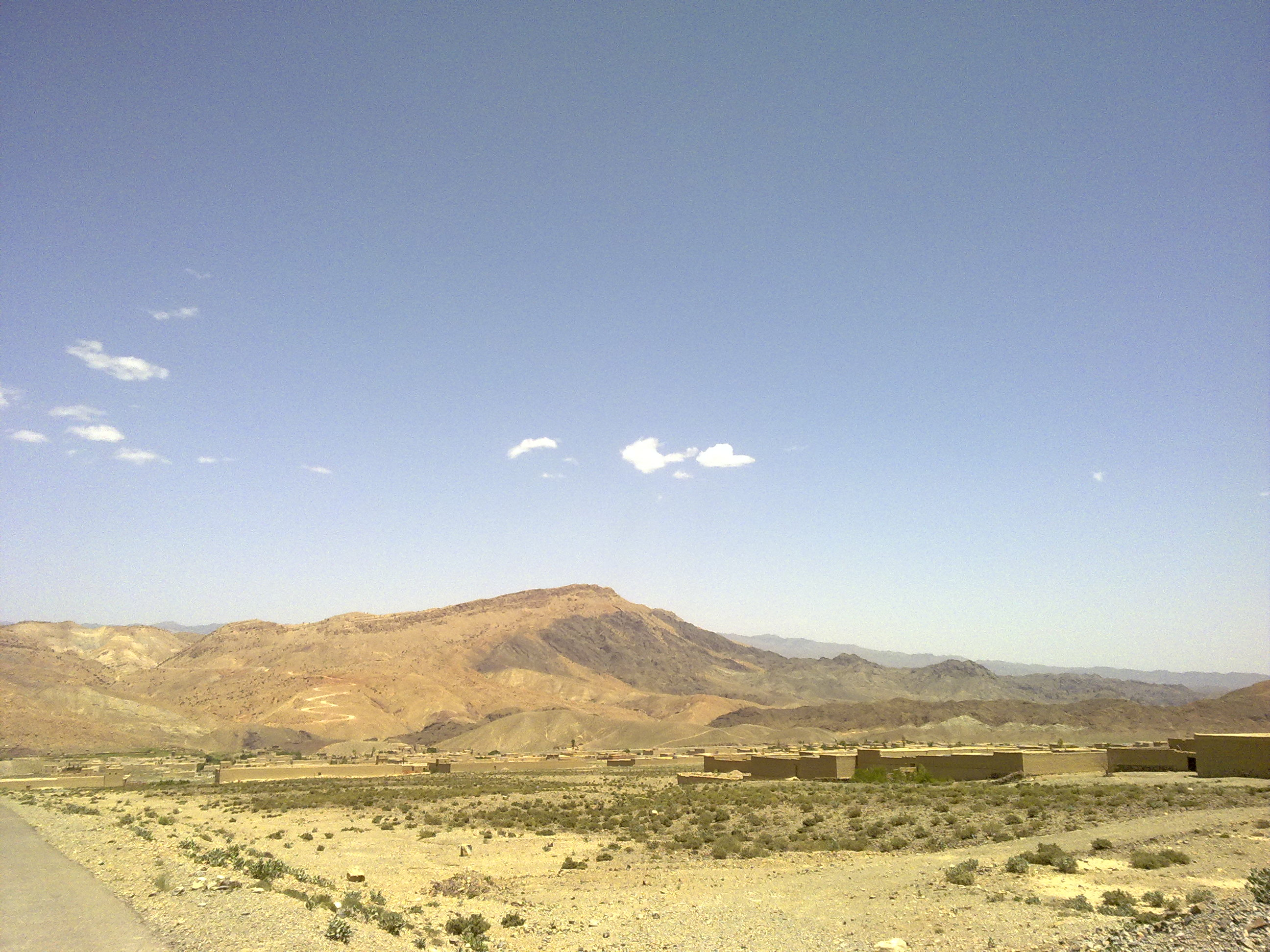
نمایی از شهر دتتا خیل در وزیرستان شمالی، پاکستان - ۲۰۱۲

دتتا خیل (انگلیسی: Datta Khel)؛ (اردو: دتتا خیل‎) یک شهر در وزیرستان شمالی، مناطق قبیله‌ای فدرال (FATA) پاکستان است. این شهر در مرز بین پاکستان و افغانستان قرار دارد.
در ۲۵ سپتامبر ۲۰۰۸، به عنوان نشانه ای از افزایش تنش بین کشورها، نیروهای پاکستانی پس از عبور از قلمرو پاکستان در منطقه سعدجای در منطقه دتتا خیل منطقه وزیرستان شمالی، علائم هشداری دادند.
در ۱۷ مارس ۲۰۱۱، یک حمله هوایی آمریکا که ۴۴ نفر را در این شهر کشته و مجروح ساخت، منجر به محکومیت گسترده در پاکستان شد.